# Праймус, Барри
Барри Праймус (англ. Barry Primus; 16 февраля 1938 года, Нью-Йорк, США) — американский актёр кино и телевидения, при создании нескольких фильмов выступил в качестве продюсера, режиссёра и сценариста.
Ведёт курсы актёрского мастерства и режиссуры в Американском институте киноискусства, Университете Лос-Анджелеса и ряде других высших учебных учреждений США.

## Биографическая справка
Родился в 1938 году в Нью-Йорке. Вспоминая о юности, утверждал, что «легко бы стал уголовником, если бы не решил стать артистом». После окончания средней школы учился в HB Studio в Гринвич-Виллидж, известной такими выпускниками того времени, как Ф. Мюррей Абрахам, Энн Бэнкрофт, Харви Кейтель, Аль Пачино. С начала 1960-х годов снимается во второстепенных ролях в сериалах «Защитники» (англ. Defenders; 1962), «Ист-Сайд/Вест-Сайд» (англ. East Side/West Side; 1963—1964), «Департамент полиции Нью-Йорка» (англ. N.Y.P.D.; 1968) и других.
В самом начале 1970-х годов Барри Праймус получает от начинающего режиссёра Мартина Скорсезе заметную роль в фильме Берта по прозвищу «Товарный вагон» (криминальная драма об истории реально существовавшей в 1930-х банде грабителей железнодорожных составов), а в 1977 году в его же фильме Нью-Йорк, Нью-Йорк играет уже с такими звёздами, как Роберт Де Ниро и Лайза Миннелли. В 1980-х продолжает активно сниматься на телевидении, в частности в сериале CBS «Кегни и Лейси», где он исполняет роль близкого друга одной из главных героинь.
В 1991 он вновь работает на одной съёмочной площадке с Де Ниро, на этот раз в фильме Виновен по подозрению. В 1992 году Барри Праймус впервые пробует себя в качестве автора сценария и режиссёра: он снимает фильм «Любовница», трагикомедию о скрытых от зрителя сторонах жизни Голливуда. В фильме интересный актёрский состав: Дэнни Айелло, Мартин Ландау, Роберт Де Ниро и другие. Следующие годы у Барри Праймуса заняты (чаще эпизодическими) съёмками в сериалах: 1993 год — роль в одной из серий «Закон и порядок», в том же году — участие в одном из эпизодов «Секретных материалов», 1994 год — Закон Лос-Анджелеса. Большее количество времени он уделяет преподаванию — читает курс лекций профессионального мастерства на актёрских и режиссёрских отделениях в Американском институте киноискусства, Калифорнийском университете Лос-Анджелеса, Институте театра и кино Ли Страсберга и ряде других учебных заведениях США и многих стран мира. Так весной 2006 года он проводил мастерклассы в Международной мастерской киноискусства в России, а летом того же года — в Школе Голливуда на Украине.
С начала 2010 года Барри Праймус в качестве режиссёра и автора сценария готовит выход фильма с предварительным названием «20 % Fiction» (рус. ≈ «20% вымысла») об известном преподавателе театрального мастерства, перебравшемся из Лос-Анджелеса в провинцию. В главной роли снялся Мартин Ландау.